# Formación Camarillas
La Formación de Camarillas es una formación geológica de origen fluvial que aflora en Teruel (España), cuyos estratos están datados en el Barremiense inferior (Cretácico Inferior). Se descubierto restos de varios dinosaurios en la formación.

## Paleofauna de vertebrados
- cf. Pleurocoelus sp.
- cf. Echinodon sp.
- Hypsilophodon foxii
- cf. Hypsilophodon sp.
- cf. Valdosaurus sp.
- Delapparentia turolensis
- Mantellisaurus. cf. atherfieldensis
- Gideonmantellia amosanjuanae
- Camarillasaurus cirugedae
- Guegoolithus turolensis[3]